# Joe Morello
Joseph Albert "Joe" Morello (født 17. juli 1928 i Springfield, død 12. marts 2011 i New Jersey
) var en amerikansk jazztrommeslager, bedst kendt for sit tolv år lange samarbejde med pianisten Dave Brubecks kvartet. Morello var en virtuos teknisk begavet trommeslager, som har pioneret med et mesterfuldt spil i skæve taktarter, så som i nummeret "Take Five" og "Blue Rondo Ala Turk". Han har skrevet undervisningsbøger, og var en begavet pædagog. Han har ligeledes indspillet plader i eget navn.

## Diskografi (i udvalg)
- Dave Brubeck – Time out
- Dave Brubeck – Time Further out
- Dave Brubeck – Time in Outer Space
- Dave Brubeck – Live at Carnegie Hall
- Joe Morello – Joe Morello
- Joe Morello – Its About Time
- Joe Morello – Another Step Forward
- Joe Morello – Going Places
- Joe Morello – Morello Standard Time

## Eksterne kilder og henvisninger
1. ↑   "Joe Morello from the Dave Brubeck quartet dies at 82". news.bbc.co.uk. 2011-03-14. Hentet 2011-03-15.

- Biografi mm

 Der er for få eller ingen kildehenvisninger i denne artikel, hvilket er et problem. Du kan hjælpe ved at angive troværdige kilder til de påstande, som fremføres i artiklen.